# Ermanno Vallazza
Ermanno Vallazza (* 6. Mai 1899 in Boca; † 30. Januar 1978 ebenda) war ein italienischer Radrennfahrer und nationaler Meister im Radsport.

## Sportliche Laufbahn
Vallazza war im Straßenradsport aktiv. 1923 siegte er in der nationalen Meisterschaft im Straßenrennen der Amateure. 1925 wurde er Berufsfahrer im Radsportteam Legnano und blieb bis 1931 als Radprofi aktiv. 1926 siegte er im Eintagesrennen Coppa Placci vor Enea Dal Fiume. In der Lombardei-Rundfahrt wurde er 1925 und 1926 Dritter. Bei Milano–Modena 1927 wurde er Zweiter. In der Tour de France 1923 wurde er 13. Den Giro d’Italia fuhr er fünfmal. 1925 wurde er 6., 1926 und 1927 4. sowie 1929 23. der Gesamtwertung. 1924 war er ausgeschieden.
Bei den Straßenradsport-Weltmeisterschaften 1923 kam er auf den 7. Rang.